# Douglas-Apsley-Nationalpark
Der Douglas-Apsley-Nationalpark ist ein Nationalpark an der Ostküste des australischen Bundesstaates Tasmanien. Er liegt nordöstlich von Hobart und nur wenige Kilometer nordwestlich des Küstenortes Bicheno. Der Park umfasst 16.080 ha und wurde 1989 unter Schutz gestellt.

## Allgemeines
Der Douglas-Apsley-Nationalpark gehört zu den neueren Nationalparks Tasmaniens und umfasst die Einzugsgebiete der drei Flüsse Apsley River, Denison Rivulet und Douglas River.
Zu den Sehenswürdigkeiten gehören tiefe Schluchten, Wasserfälle, trockene Eukalyptuswälder, aber auch Regen- und Hartlaubwälder und Heidelandschaften. Das Klima ist sehr mild und von der östlichen Lage auf der Insel geprägt. Besucher können sowohl kurze Spaziergänge als auch ausgedehnte Tageswanderungen über mehrere Tage unternehmen.

## Geschichte
Obwohl das Gebiet wild und schwer zugänglich ist, wurde es von der Mitte des 19. Jahrhunderts an von Wegen durchzogen, die der Erschließung zum Abbau von Bodenschätzen dienten. Über 100 Jahre lang wurde Kohle abgebaut. Die unterschiedliche Nutzung durch Farmer, Trapper und durch den Bergbau verhinderte wahrscheinlich groß angelegte Waldrodungen, weshalb hier eine Waldlandschaft von einzigartiger Diversität an Pflanzen- und Tierarten erhalten bleiben konnte.

## Tierarten
Im Nationalpark kommen verschiedene bemerkenswerte Vogelarten vor, wie z. B. Tasmanisches Pfuhlhuhn, Gelbbauchsittich, die Honigfresserarten Gelbkehl-Honigfresser, Schwarzkopf-Honigschmecker, Starkschnabel-Honigschmecker, Gelblappen-Honigfresser, der Stammhuscher (Acanthornis magna), die Südseegrasmückenarten Acanthiza ewingii und Sericornis humilis, die Tasmanwürgerkrähe und die Schnäpperarten Tasmanschnäpper, Flammenbrustschnäpper und Rosenbrust-Schnäpper.

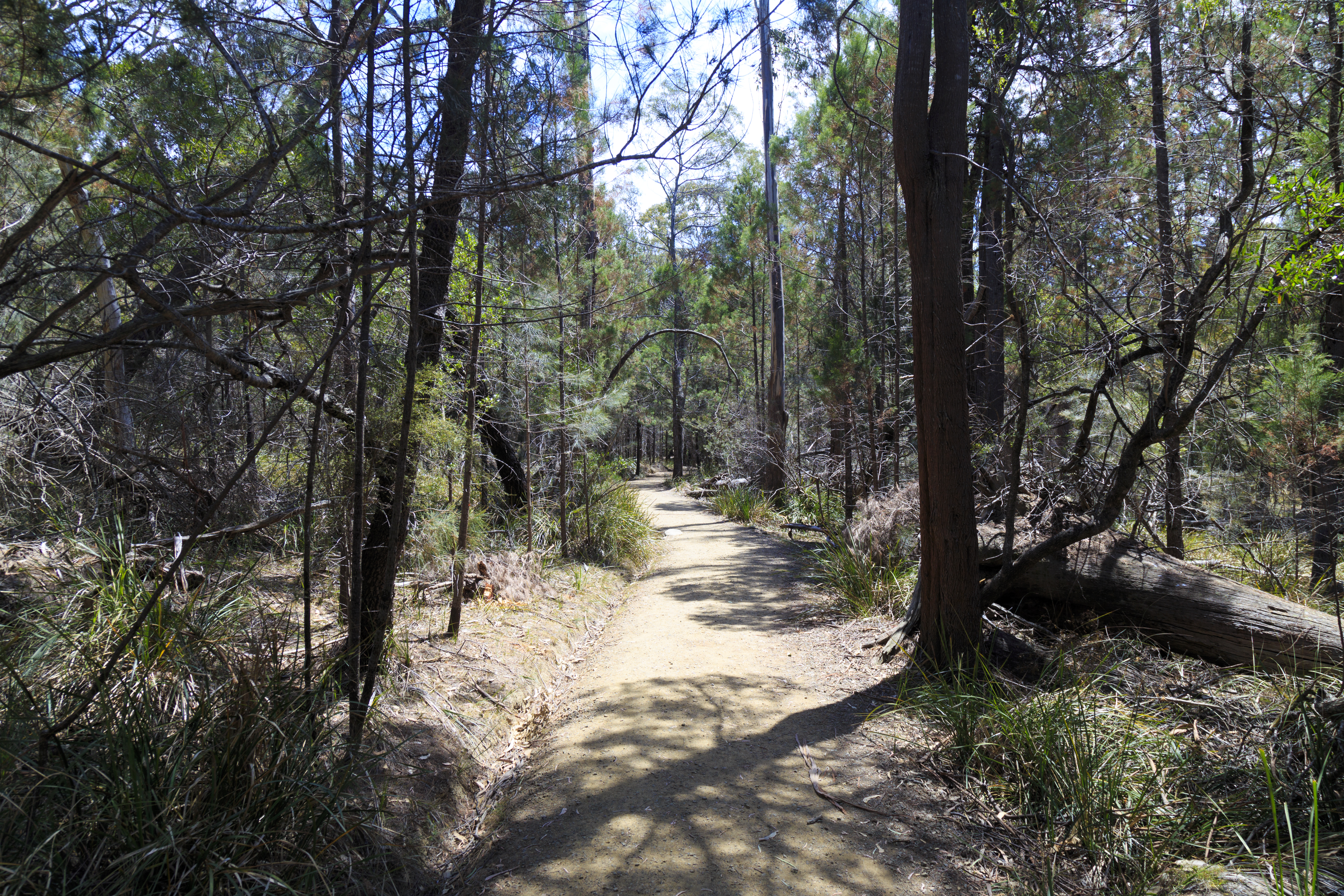
Kurzer Rundwanderweg am Eingang des Parks
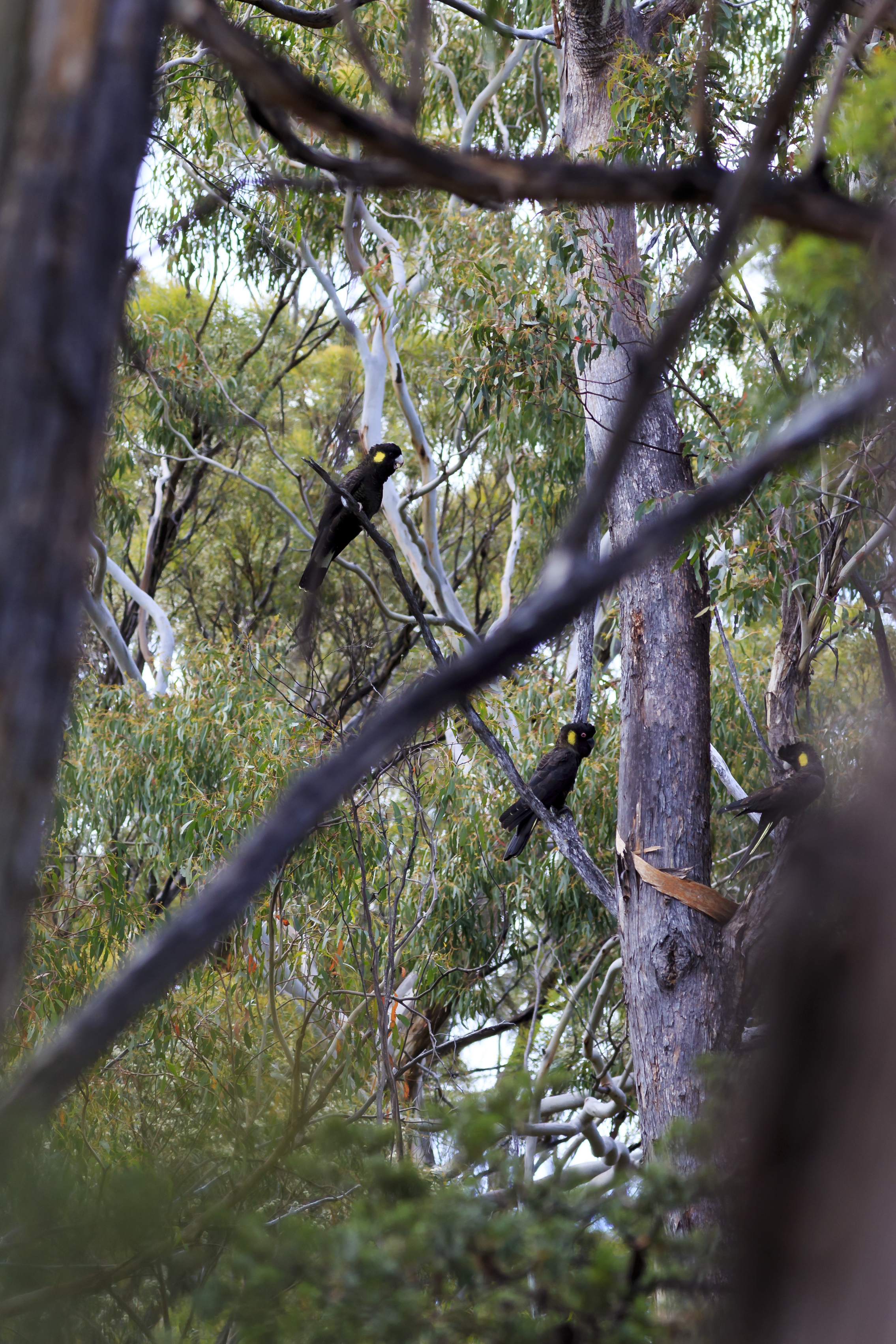
Eine Gruppe Gelbohr-Rabenkakadus
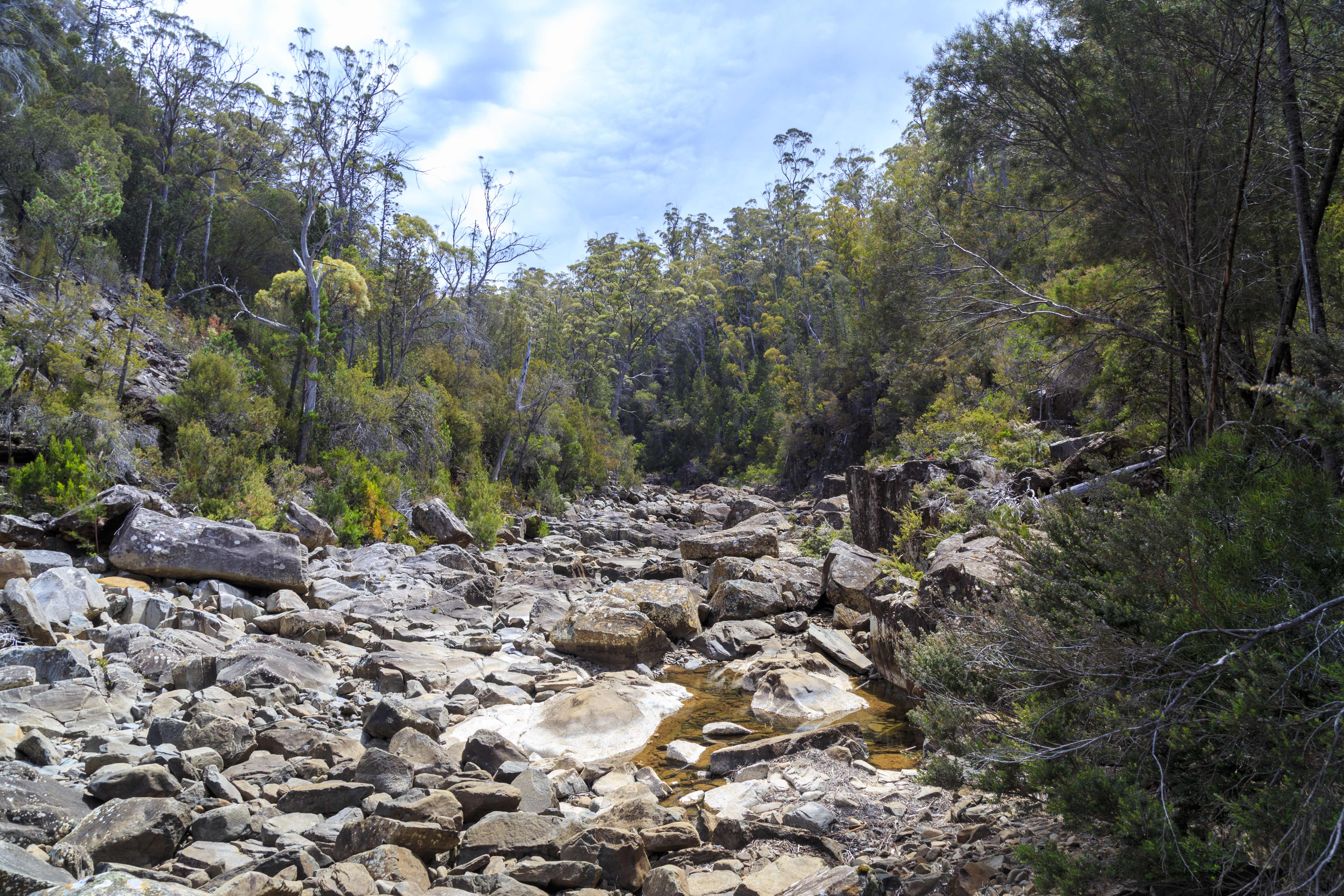
Apsley Gorge